# Гюдик
Гюдик (калм. Гүүдг) — исчезнувший посёлок в Яшалтинском районе Калмыкии, входил в состав Багатугтунского сельского муниципального образования. Посёлок располагался в пределах Приманычской низменности в 43 км к северу от села Яшалта. Ближайший населённый пункт село Бага-Тугтун расположено в 6 км к югу от Гюдика. К западу от

## Этимология
Топоним Гюдик вероятно образован от калмыцкого деепричастия настоящего времени калм. Гүүдг (от глагола гүүх - бежать, бегать). Название можно перевести как "бегущий".

## История
Согласно Списку населённых мест Ставропольской губернии в 1909 году в хотоне Гудик 1-го Бага-Тугтунова рода имелось 76 дворов, проживало 168 душ мужского и 187 женского пола.
28 декабря 1943 года калмыцкое население было депортировано. Посёлок Гюдик, как и другие населённые пункты Яшалтинского района, был передан Ростовской области. На американской карте 1950 года отмечен как посёлок Вольный. Историческое название, скорее всего, было возвращено в конце 1950-х - начале 1960-х после возвращения калмыков из депортации. 
В конце 1980-х в посёлке проживало около 20 человек.
Исключён из числа населённых пунктов Постановлением Народного Хурала (Парламента) Республики Калмыкия от 15.02.2002 года № 643-П

## Население
Динамика численности населения
| 1909 | 1989 |
| ---- | ---- |
| 355  | ≈20  |